# Биешты
Биешты, Биешть (рум. Bieşti) — село в Оргеевском районе Молдавии. Является административным центром коммуны Биешты, включающей также села Чигоряны и Слобозия-Ходороджя.

## География
Село расположено на высоте 161 метр над уровнем моря.

## Население
По данным переписи населения 2004 года, в селе Биешть проживает 1402 человека (666 мужчин, 736 женщин).
Этнический состав села:
| Национальность | Число жителей | Процентный состав |
| -------------- | ------------- | ----------------- |
| молдаване      | 1388          | 99,0              |
| украинцы       | 6             | 0,43              |
| русские        | 4             | 0,29              |
| румыны         | 3             | 0,21              |
| прочие         | 1             | 0,07              |
| Всего          | 1402          | 100 %             |